# Averno (libro)
Averno es la décima colección de poesía de Louise Glück publicada en 2006 por Farrar, Straus y Giroux. Fue finalista del Premio Nacional del Libro de Poesía ese año. El libro fue publicado en español por la editorial Pre-Textos en 2011.
El epígrafe introduce al lector en el mundo construido por Glück: "Averno o lago Avernus es un lago al oeste de Nápoles que los romanos mitificaron como la entrada al inframundo."

## Temas

Proserpina, por Rossetti, 1874.

El mito griego de Perséfone (Proserpina en la mitología romana), la hija de Deméter, su rapto y matrimonio con Hades es un tema recurrente en la colección, al igual que el olvido y la muerte, el alma y el cuerpo, el amor y el aislamiento. A diferencia de la total,  aunque involuntaria, sumisión de Perséfone a su secuestrador en el mito, la poeta le da a la heroína, tradicionalmente sometida, una voz clara y desafiante. Al optar por el mito tradicional y la existencia dividida de la heroína entre dos mundos; es decir, la tierra y el inframundo, Glück logra varios objetivos: Por una parte, subvierte el paradigma de la mujer como objeto, dando voz a la víctima tradicionalmente indefensa. Así, la escritora desafía el marco interpretativo patriarcal del mito tradicional. Por otra parte, Glück reflexiona sobre su propia decepción, con el amor usando la máscara del mito, evitando así el confesionalismo directo, pasando de lo mítico a lo moderno, de la tradición a la subversión, y de la distancia a la ira violenta. Además, el enamoramiento de Glück con la muerte la atrae al Averno, de forma que oscila entre la vida turbulenta en la tierra, y un olvido posiblemente dichoso en la muerte. Esto hace que se mueva hacia adelante y hacia atrás, dudando, contemplando ambos reinos, fusionando pasado y presente, y el mito con la realidad contemporánea. En consecuencia, su poemario, caracterizado por el lenguaje simple pero amargo, conciso, ocasionalmente violento, se lee mejor como un todo. Su poemas individuales presentan al lector escenarios desconcertantes y contradictorios, abiertos a diversas interpretaciones, allí radica su originalidad y complejidad.
En el New York Times, Nicholas Christopher señaló el interés único de Glück en “aprovechar las fuentes del mito, colectivo y personal, para alimentar [su] imaginación y, con una claridad ganada con mucho esfuerzo y una música sutil, luchar con algunos de nuestros más antiguos, más intratables miedos: el aislamiento y el olvido, la disolución del amor, el fracaso de la memoria, la ruptura del cuerpo y la destrucción del espíritu”. Glück tiene una voz inconfundible que resuena y trae a nuestro mundo contemporáneo la vieja noción de que la poesía y lo visionario están entrelazados. El tono de su trabajo es inquietante, filosófico, cuestionador. Sus poemas no son simplemente divagaciones místicas. Lejos de ahí, son piezas severamente bien elaboradas. Pero llevan la voz de una poeta que ve, dentro de sí misma, más allá de lo común y es capaz de ofrecer percepciones poderosas que no son interpretables fácilmente. "Pocos poetas... han sonado tan alienados, tan deprimidos...y han hecho que esa alienación sea estéticamente interesante”. Los poemas carecen casi de adjetivos y se ven reducidos a un conjunto nervioso de verbos de gran intensidad, son oscuros, dañados y se hace difícil apartar la mirada. A menudo se ha visto a Averno como un "clásico moderno" debido a sus temas intemporales. Nicholas Christopher acotó que "Glück asume su propio desafío, empleándolo para explorar conceptos como "mente" y "alma", con una perspectiva fresca y a menudo ácida. Examina esa "grieta en el alma humana / que no fue construida para pertenecer / enteramente a la vida", y pregunta cómo es posible que un alma que sobrevive a su existencia corporal pueda encontrar consuelo, sabiendo que la miríada de delicias de la vida -"las bayas rojas de los fresnos" y "las migraciones nocturnas de los pájaros"- han desaparecido para siempre."